# Jours glacés
Pour plus de détails, voir Fiche technique et Distribution.
Jours glacés (Hideg napok) est un film hongrois réalisé en 1966 par András Kovács, d'après le roman éponyme de Tibor Cseres inspiré d'un drame historique réel. Le film a été récompensé du Grand Prix au Festival de Karlovy Vary en 1966.

## Synopsis
1946. Trois officiers et un caporal de nationalité hongroise, présumés complices et coupables de la mort de milliers de personnes, attendent en prison leur prochain jugement... Dans leur geôle, leurs conversations, axées sur la relation d'un événement atroce - l' "opération de nettoyage" d'Ùjvidék (aujourd'hui Novi Sad en Serbie), en janvier 1942,  dans laquelle périrent 3 300 personnes, jetées ensuite dans les eaux glacées du Danube -,  mettent en lumière le système de responsabilité collective qui les a conduits à ces extrémités...

## Fiche technique
- Titre original : Hideg napok
- Titre français : Jours glacés
- Réalisation : András Kovács
- Scénario : A. Kovács, d'après le roman de Tibor Cseres (hu), traduit et publié en français en 1971 (Gallimard, Collection du monde entier)
- Photographie : Ferenc Szécsényi
- Format : Noir et blanc - 2,35 : 1
- Montage : Mária Daróczy
- Son : Gábor Erdélyi
- Décors : Béla Zeichan
- Costumes : Zsazsa Lázár
- Production : Mafilm, studio n°1, Budapest
- Durée : 97 minutes
- Pays d'origine :  Hongrie
- Année de réalisation : 1966
- Sortie en France : février 1968
- Genre : Film dramatique

## Distribution artistique
- Zoltán Latinovits : major Büky
- Iván Darvas : lieutenant Tarpataki
- Ádám Szirtes : caporal Szabó
- Margit Bara : Rosa Büky
- Tibor Szilágyi : sergent Pozdor

## Commentaire
Lors de sa sortie à Budapest, Jours glacés suscita de vives polémiques, dont Jean-Pierre Jeancolas se fait l'écho dans son livre consacré au cinéma hongrois. « Fallait-il remuer ce passé, au risque de ternir l'image de la Hongrie auprès de la communauté internationale ? », interroge-t-il.
András Kovács, réalisateur du film, s'explique : « Ce que mon film aimerait attester c'est combien des hommes groupés en horde et surexcités peuvent être capables d'infamies, indépendamment de leur nationalité. (...) Aux crimes perpétrés par cent hommes, on voit mille personnes chercher des excuses - et finalement, c'est parfois toute l'opinion publique d'un pays qui est amenée à minimiser ou à justifier de telles forfaitures. Pour ces mêmes raisons, mais aux yeux d'autres gens, les atrocités commises par des groupes de fanatiques passent au compte des nations entières. »
Une telle vision provoque l'admiration de Gilles Jacob qui voit en « Kovács, un homme dont la réflexion témoigne d'un courage antinationaliste inédit à ce point au cinéma. » Il est vrai qu'András Kovács dit également : « Chez nous, en Hongrie - à petit peuple, grand hymne - les survivances d'une éducation nationaliste plusieurs fois séculaires agissent toujours sur la conscience individuelle. Pour bien des gens de chez nous, Hongrois est synonyme de perfection humaine, honnêteté, intelligence, bonté. Par Jours glacés, j'ai tenu à protester contre les idées de ce genre (...) »
Le réalisateur hongrois précise, tout de même, qu'il avait seulement voulu traiter une "situation" : « Je montre des Serbes passifs, soit, mais le problème n'est pas dans l'étude d'un cas particulier, les Juifs, les Serbes etc. (...) il réside dans la situation », dit-il.
Jours glacés est donc « œuvre de moraliste. Mais le débat qu'il ouvre sur la culpabilité ne se réduit pas à une pièce de théâtre existentialiste : par la grâce de sa mise en scène, un effet de réel fait naître une émotion qui gonfle et fait éclater la rhétorique », en conclut Jean-Pierre Jeancolas.

## András Kovács et l'adaptation du roman de Cseres
Au cours d'un entretien avec le critique René Prédal, le réalisateur hongrois nous dit : « Tibor Cseres est un ami de longue date. Mais, lorsque son livre, qui est un roman assez court, avait paru, je n'en avais pas lu plus de deux pages ! Dès que je m'étais aperçu qu'il était situé pendant la guerre, je l'avais abandonné car le passé ne m'intéresse pas en tant que tel. J'étais d'autre part tout plein de problèmes actuels qui me semblaient d'un très grand intérêt (...) Mais, quelque temps après, Cseres m'a donné un scénario à lire. Il aurait sans doute voulu que j'en fasse un film, mais c'était très mauvais. (...) Alors, pour atténuer mon refus, je me suis dit : "Lisons au moins son livre, comme les critiques à son sujet sont bonnes, il me sera facile de trouver des choses agréables à lui dire sur son œuvre !" Je me suis alors aperçu que le livre abordait exactement les problèmes qui étaient au centre de mes préoccupations et notamment ceux de la responsabilité, c'est-à-dire des questions strictement actuelles et non pas historiques. »